# Les Hommes Nouveaux
Les hommes nouveaux. Revue libre war eine 1912 von Blaise Cendrars mit Emil Szittya (frz. Schreibung Émile Szittya) in Paris herausgegebene deutsch-französische Zeitschrift.
Cendrars schrieb mehrere Artikel auf Französisch und Deutsch unter mehreren Pseudonymen (Jack Lee, Diogène und … Blaise Cendrars). Die Angaben der Bibliothekskataloge zu dieser Zeitschrift (siehe z. B. Karlsruher Virtueller Katalog) sind widersprüchlich.